# Nothobranchius robustus
Nothobranchius robustus é uma espécie de peixe da família Aplocheilidae.
Pode ser encontrada nos seguintes países: Quénia, Tanzânia e Uganda.
Os seus habitats naturais são: rios, rios intermitentes, pântanos e marismas intermitentes de água doce.